# بيير كارون (مؤرخ)
بيير كارون (بالفرنسية: Pierre Caron)‏ هو مؤرخ فرنسي، ولد في 19 يونيو 1875 في فرساي في فرنسا، وتوفي في 19 يناير 1952 في باريس في فرنسا.